# Парадан
Парадан или Паратан была провинцией Сасанидской империи. Она состояла из современного региона Белуджистан, который сейчас разделён между Ираном, Пакистаном и Афганистаном.
Традиционно считалось, что Парадан находится в районе западного Белуджистана, однако находки монет свидетельствуют о том, что он располагался на территории современного северо-восточного Белуджистана с центром вокруг города Лоралай (ныне в Пакистане), то есть дальше на восток от традиционного месторасположения. Таким образом, он располагался там, куда помещают сасанидскую провинцию Туран.

## Известные правители
Данные о правителях Парадана, называемых Паратараджами, известны в основном по нумизматическому материалу. Среди известных:
- Багарева
- Йоламира
- Багамира
- Арджуна
- Хварамира
- Мирахвара
- Миратахма
- Йолатахма
- Козана
- Бхимарджуна
- Козия
- Датарвхарна
- Датайола